# میشائل نواک
میشائل نواک (به آلمانی: Michael Noack) بازیکن فوتبال و مدافع اهل آلمان شرقی بود که از سال ۱۹۷۹ میلادی عضو تیم ملی فوتبال آلمان شرقی بوده‌است. وی در ۲ بازی ملی حضور داشته و در بازی‌های ملی‌اش گلی به ثمر نرساند. میشائل نواک آخرین بازی ملی خود را در سال ۱۹۸۱ میلادی انجام داد.